# Lindernia kiangsiensis
Lindernia kiangsiensis é uma espécie botânica do gênero Lindernia pertencente à família Linderniaceae.